# Víktor Khristenko
Víktor Boríssovitx Khristenko (rus: Ви́ктор Бори́сович Христе́нко) (Txeliàbinsk, 28 d'agost de 1957) és un polític rus. Entre el març del 2004 i el 31 de gener del 2012 fou ministre d'Indústria i Comerç de la Federació Russia. Ocupa el càrrec de president de la Comissió Eurasiàtica des del 2011.
Està casat amb Tatiana Gólikova, ministra de Sanitat i Desenvolupament Social entre el 2007 i el 2012.

## Condecoracions
- Orde al Mèrit per a la Pàtria de 3a classe (2007)
- Orde de l'Honor (2012)
- Orde de l'Amistat del Kazakhstan de 2a classe (2002)
- Gran Oficial de l'Orde al Mèrit de la República Italiana (2009)